# Mitlödi
Mitlödi fue hasta el 31 de diciembre de 2010 una comuna suiza del cantón de Glaris.
Desde el 1 de enero de 2011 es una localidad de la nueva comuna de Glaris Sur al igual que las antiguas comunas de Betschwanden, Braunwald, Elm, Engi, Haslen, Linthal, Luchsingen, Matt, Rüti, Schwanden, Schwändi y Sool.

## Geografía
Mitlödi se encuentra situada al centro del cantón, se encuentra atravesada por el río Linth. La antigua comuna limitaba al norte con la comuna de Glaris, al noreste con Ennenda, al sureste con Sool, al suroeste con Schwanden, y al oeste con Schwändi.

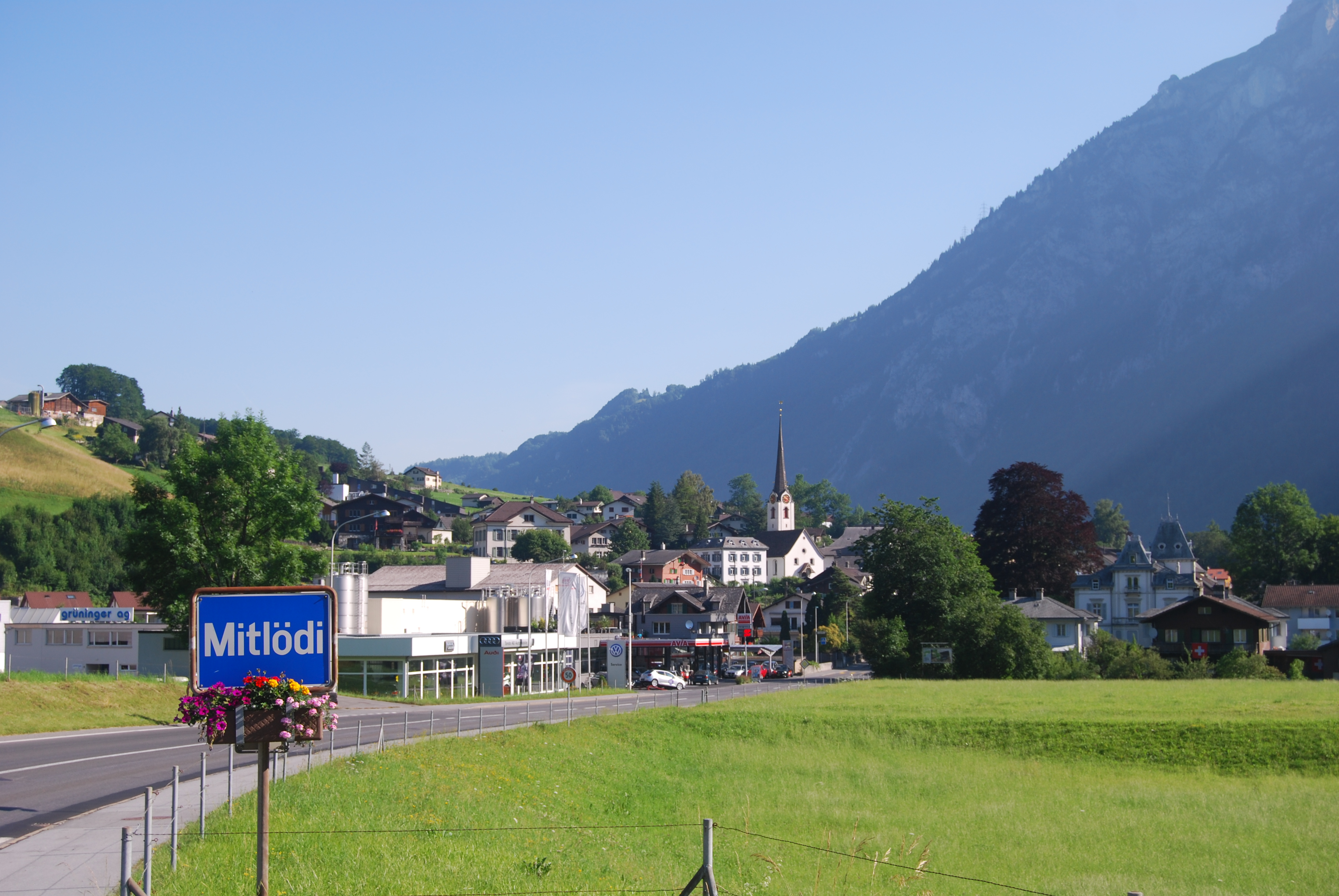
Entrada a Mitlödi.